# 1931 no desporto

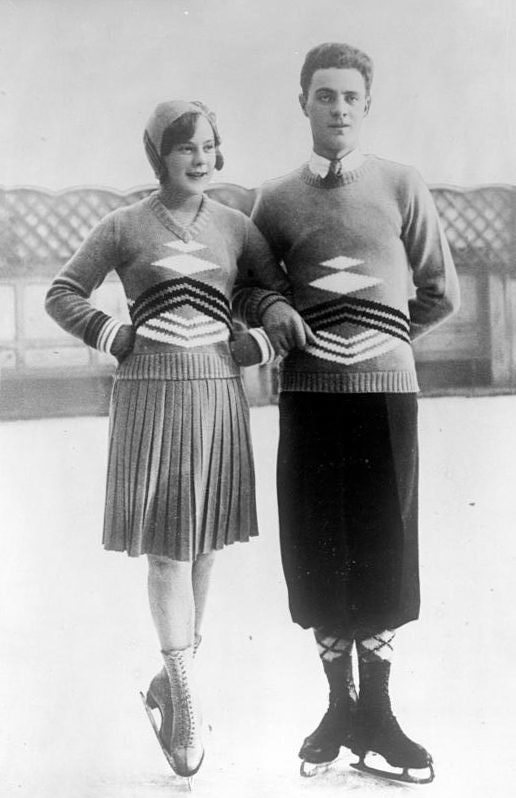
A norueguesa Sonja Henie e o austríaco Karl Schäfer dominam a patinação artística.

## Futebol
- 1 de janeiro - Fundação do Esporte Clube Bahia.
- 14 de março - O uruguaio Institución Atlética Sud América chega ao Brasil para sua excursão internacional.
- 22 de agosto a 29 de setembro - Torneio de xadrez de Bled de 1931, vencido por Alexander Alekhine.[1]
- 28 de setembro - Fundação do Botafogo Futebol Clube (Paraíba)
- 25 de outubro - O Esporte Clube Bahia é Campeão baiano pela primeira vez com duas rodadas de antecedência. O Botafogo perdeu por 2 a 0 para o Ypiranga e com esse resultado, o Tricolor de Aço não pode ser superado pelo Fogão.[2]

## Nascimentos
| Data           | Nome                     | Profissão                | Nacionalidade          | Observações | Ref    |
| -------------- | ------------------------ | ------------------------ | ---------------------- | ----------- | ------ |
| 23 de março    | Viktor Korchnoi          | jogador de Xadrez        | Suíça · Rússia (nasc.) | m. 2016     | [ 3 ]  |
| 6 de maio      | Willie Mays              | jogador de beisebol      | Estados Unidos         | m. 2024     | [ 4 ]  |
| 16 de maio     | Alena Vrzáňová           | patinadora artística     | República Tcheca       | m. 2015     | [ 5 ]  |
| 13 de julho    | Frank Ramsey             | jogador de basquete      | Estados Unidos         | m. 2018     | [ 6 ]  |
| 26 de julho    | Telê Santana             | ex-técnico e futebolista | Brasil                 | m. 2006     | [ 7 ]  |
| 31 de julho    | Nick Bollettieri         | ex-técnico de tênis      | Estados Unidos         | m. 2022     | [ 8 ]  |
| 9 de agosto    | Mário Jorge Lobo Zagallo | futebolista e treinador  | Brasil                 | m. 2024     | [ 9 ]  |
| 8 de novembro  | Peter Collins            | automobilista            | Reino Unido            | m. 1958     | [ 10 ] |
| 7 de dezembro  | James Grogan             | patinador artístico      | Estados Unidos         | m. 2000     | [ 11 ] |
| 30 de dezembro | Jiřina Nekolová          | patinadora artística     | República Tcheca       | m. 2011     | [ 12 ] |

## Mortes
| Data          | Nome             | Profissão                            | Nacionalidade  | Observações | Ref |
| ------------- | ---------------- | ------------------------------------ | -------------- | ----------- | --- |
| 14 de janeiro | Hardy Richardson | jogador de Basquetebol               | Estados Unidos | n. 1855     |     |
| 30 de abril   | Sammy Woods      | jogador de críquete                  | Inglaterra     | n. 1867     |     |
| 6 de outubro  | Oscar Cox        | fundador do Fluminense Football Club | Brasil         | n. 1880     |     |
| 26 de outubro | Charles Comiskey | jogador de beisebol                  | Estados Unidos | n. 1859     |     |